# Sonata para piano n.º 14 (Mozart)
La Sonata para piano n.º 14 en do menor, K. 457, de Wolfgang Amadeus Mozart fue compuesta en 1784, concretamente el 14 de octubre, tal como aparece en el catálogo privado de sus obras que llevaba el propio Mozart. Fue publicada en diciembre de 1785 junto con la Fantasía en do menor, KV 475, como opus 11, por la editorial Artaria, el principal editor de las obras de Mozart en Viena del momento.
La página de título lleva una dedicatoria a Thérèse von Trattner, que fue una de las alumnas de Mozart en Viena. Su marido era un importante editor, además de ser al mismo tiempo el casero de Mozart. Por otra parte, el matrimonio Trattner fueron padrinos de cuatro de los hijos de Mozart. 
La sonata fue compuesta durante el periodo de diez años en que Mozart trabajó como artista por cuenta propia en Viena, después de renunciar al patronazgo de Hieronymus von Colloredo, Príncipe-arzobispo de Salzburgo en 1781. Esta obra es una de las primeras sonatas de las seis que compuso en sus años en Viena y fue escrita probablemente como herramienta didáctica para sus discípulos o para uso personal. Durante este tiempo, las sonatas eran compuestas en general para la esfera doméstica —al contrario que las sinfonías o los conciertos, que estaban diseñados para transmitir ideas en un marco íntimo.
La interpretación de la obra suele durar unos dieciocho minutos.

## Estructura
Consta de tres movimientos:
- I. Molto allegro
- II. Adagio
- III. Allegro assai

### I.Molto allegro
El primer movimiento está escrito en forma sonata. Comienza con una fogosa subida, que aparece dos veces en el primer grupo temático, el cual se extiende entre el primer y el noveno compás. El segundo grupo temático, escrito en mi bemol mayor, la tonalidad relativa de do menor, aparece por primera vez entre los compases 23 y 71. La exposición comienza pasando en el compás setenta y uno al desarrollo, que se extiende entre los compases 75 y 99. Este fragmento de la sonata es el más inestable armónicamente, desarrollándose tanto en fa menor como en sol menor, antes de regresar a do menor. La reexposición se produce entre los compases 100 y 168, y la coda que pone fin al movimiento entre los compases 168 y 185.

### II.Adagio
El movimiento lento está escrito en forma rondó y en la tonalidad de mi bemol mayor. Su carácter es elegante y tranquilo, proporcionando un fuerte contraste con el primer y el tercer movimientos. El grupo temático principal, o sujeto A, se extiende en los siete primeros compases. La forma global del movimiento es ABACA, con una coda al final desde el compás 47 al 57.

### III.Allegro assai
El tercer movimiento retoma el carácter dramático del primero. Está escrito en forma rondó-sonata. El primer grupo temático en la tónica es bastante largo, y aparece por primera vez entre los primeros 44 compases del movimiento, para enlazar con el segundo grupo temático en mi bemol mayor, que aparece entre los compases 46 y 96. El grupo temático principal regresa aunque incompleto desde el compás 103 hasta el 145, y también provee de un nexo a la siguiente sección. Esta sección, en forma sonata, podría llamarse desarrollo; sin embargo, es bastante breve, extendiéndose solamente entre los compases 146 y 166, pudiendo llamarse simplemente "episodio".
El episodio conduce a la reexposición que, en lugar de comenzar con el primer tema, comienza con el segundo grupo temático modificado en la tónica. A continuación, el primer grupo temático regresa y reaparecen fragmentos del episodio entre los compases 275 y 287, tras lo cual aparece una coda que cierra la pieza entre los compases 288 y 319. El movimiento concluye con dos acordes dramáticos.

## Relación de la fantasía con la sonata
La Fantasía en do menor, KV 475, fue completada unos siete meses antes que la sonata en do menor. Mozart apuntó la fecha de término como 20 de mayo de 1785 en su catálogo personal de obras. Los especialistas no están de acuerdo en si Mozart trató o no de interpretar las dos juntas. Aunque se publicaron juntas con el mismo número de opus, Mozart interpretó en alguna ocasión ambas obras por separado. 
La fantasía tiene por naturaleza un carácter más improvisatorio que la subsecuente sonata, y el par presenta una correlación clásica a la combinación barroca de fantasía y fuga. La fantasía y la sonata están unidas por un foco en el registro de los bajos y por las octavas en la clave de fa. Se ha sugerido que los estilos tanto de Muzio Clementi como de Carl Philipp Emanuel Bach influyeron en la composición de la fantasía, aunque no se sabe si consciente o inconscientemente.

## Trascendencia de la tonalidad
La Sonata para piano n.º 14 en do menor es una de las dos sonatas que Mozart compuso en el modo menor, siéndola otra la gran Sonata para piano n.º 8 en la menor, KV 310, que fue escrita seis años antes, aproximadamente en la época de la muerte de la madre de Mozart. Mozart fue extremadamente intencionado en la elección de las tonalidades para sus composiciones; por tanto, el hecho de haber escogido do menor para esta sonata implica que esta pieza era quizá una obra muy personal.

## El autógrafo redescubierto
Un autógrafo original de las dos obras fue redescubierto en 1990 en el Eastern Baptist Theological Seminary de Filadelfia por Judith DiBona, una pianista aficionada y encargada de contabilidad en la escuela de chicas del Eastern. Se contactó con Eugene K. Wolf, de la Universidad de Pensilvania, a fin de identificar y autenticar los manuscritos. Wolf comenzó a realizar una serie de investigaciones para averiguar la fecha de composición de los movimientos de la sonata y de la fantasía, que están publicadas en The Journal of Musicology de 1992. En primer lugar, sus investigaciones confirmaron que la fantasía y la sonata habían sido escritas por separado, debido a diferencias en el tamaño de los pentagramas, los tipos de papel, e incluso en el color de la tinta entre los dos manuscritos.
Wolf también halló diferencias en cuanto al tipo de papel entre el primer y tercer movimientos, y el segundo movimiento de la misma, lo que implica que el Adagio fue escrito en un momento distinto al resto de la sonata. Para Wolf, este segundo movimiento se compuso antes que los otros dos como pieza instruccional para Thérèse von Trattner, alumna de Mozart. Como el segundo movimiento está en forma rondó y es más lento que los otros, es perfectamente posible que existiese independientemente de la sonata mucho antes que los otros movimientos.

## Relación con laPatéticade Beethoven
Ludwig von Köchel afirmó de esta sonata: «Sin duda, ésta es la más importante de todas las sonatas para pianoforte de Mozart. Sobrepasando a todas las demás por causa de su fuego y su pasión que, hasta la última nota, se respira a través de ella, anuncia la sonata para pianoforte, tal y como estaba destinada a convertirse en las manos de Beethoven».
En efecto, la sonata de Mozart resulta ser en muchos aspectos profética de la gran Sonata para piano n.º 8, Patética, en do menor, de Ludwig van Beethoven (a la que se anticipa en unos quince años), y ambas obras comparten un mismo plan global. De esta forma, los oyentes se percatan de que el tema de Mozart, presente en su espacioso segundo movimiento, es destacablemente similar al de Beethoven en su propio segundo movimiento Adagio cantabile.